# Double Nickels on the Dime
Albums de Minutemen
The Politics of Time
(1984) Project: Mersh
(1985)
Double Nickels on the Dime est le troisième album de Minutemen, sorti en 1984.

## L'album
Double 33 tours de quarante-cinq chansons composé en réponse à Zen Arcade de Hüsker Dü, l'album est un mélange de funk, jazz et folk. Le titre Corona deviendra le générique de l'émission Jackass et This ain't no picnic, l'hymne des cols bleus, le clip de la chanson étant nommé aux MTV Awards. Le groupe accompagne R.E.M. lorsque le leader D. Boon trouve la mort le 23 décembre 1985 dans un accident de voiture. Slant Magazine le place en 77e position de son classement des meilleurs albums des années 1980 et le magazine Rolling Stone le place en 2003 en 411e position de son classement des 500 meilleurs albums de tous les temps (et en 413e position du classement 2012). Il fait partie des 1001 Albums You Must Hear Before You Die.

### Titres
1. Anxious Mo-Fo (D. Boon, Mike Watt) (1:19)
2. Theatre Is the Life of You (Boon, Watt) (1:30)
3. Viet Nam (Boon) (1:27)
4. Cohesion (Boon) (1:55)
5. It's Expected I'm Gone (Watt) (2:04)
6. #1 Hit Song (Boon, George Hurley) (1:47)
7. Two Beads at the End (Boon, Hurley) (1:52)
8. Do You Want New Wave or Do You Want the Truth? (Watt) (1:49)
9. Don't Look Now (Live, Creedence Clearwater Revival cover, John Fogerty) (1:46)
10. Shit from an Old Notebook (Boon, Watt) (1:35)
11. Nature Without Man (Chuck Dukowski, Boon) (1:45)
12. One Reporter's Opinion (Watt) (1:50)
13. Political Song for Michael Jackson to Sing (Watt) (1:33)
14. Maybe Partying Will Help (Boon, Watt) (1:56)
15. Toadies (Watt) (1:38)
16. Retreat (Watt) (2:01)
17. The Big Foist (Watt) (1:29)
18. God Bows to Math (Jack Brewer, Watt) (1:15)
19. Corona (Boon) (2:24)
20. The Glory of Man (Watt) (2:55)
21. Take 5, D. (Joe Baiza, John Rocknowski, Dirk Vandenberg, Watt) (1:40)
22. My Heart and the Real World (Watt) (1:05)
23. History Lesson - Part II (Watt) (2:10)
24. You Need the Glory (Hurley) (2:01)
25. The Roar of the Masses Could Be Farts (Vandenberg, Watt) (1:20)
26. Mr. Robot's Holy Orders (Hurley) (3:05)
27. West Germany (Boon) (1:48)
28. The Politics of Time (Watt) (1:10)
29. Themselves (Boon) (1:17)
30. Please Don't Be Gentle With Me (Jack Brewer, Watt) (0:46)
31. Nothing Indeed (Hurley, Watt) (1:21)
32. No Exchange (Hurley, Watt) (1:50)
33. There Ain't Shit on T.V. Tonight (Hurley, Watt) (1:34)
34. This Ain't No Picnic (Boon) (1:56)
35. Spillage (Watt) (1:51)
36. Untitled Song for Latin America (Boon) (2:03)
37. Jesus and Tequila (Boon, Joe Carducci) (2:52)
38. June 16th (Watt) (1:48)
39. Storm in My House (Boon, Henry Rollins) (1:57)
40. Martin's Story (Martin Tamburovich, Watt) (0:51)
41. Ain't Talkin' 'bout Love (Van Halen cover, Eddie Van Halen, Alex Van Halen, David Lee Roth, Michael Anthony) (0:40)
42. Dr. Wu (Steely Dan cover, Donald Fagen, Walter Becker) (1:44)
43. Little Man With a Gun in His Hand (Boon, Chuck Dukowski) (2:53)
44. The World According to Nouns (Watt) (2:05)
45. Love Dance (Boon) (2:00)

### Musiciens
- D. Boon : voix, guitares
- Mike Watt : basse, voix
- George Hurley : batterie, voix
- Joe Baiza : guitare
- John Rocknowski : guitare
- Dirk Vandenberg : guitare